# وسلی موریس
وسلی موریس (انگلیسی: Wesley Morris؛ زادهٔ ۱۹۷۵) منتقد فیلم و مجری پادکست آمریکایی است. وی از سال ۱۹۹۳ میلادی تاکنون مشغول فعالیت بوده‌است و اکنون منتقد در نیویورک تایمز است. او پیش‌تر برای بوستون گلوب می‌نوشت. او در سال ۲۰۱۲ جایزه نقد پولیتزر را برای کارش با گلوب و جایزه پولیتزر ۲۰۲۱ را برای گزارشش در نیویورک تایمز از روابط نژادی در ایالات متحده دریافت کرد و موریس را به تنها نویسنده‌ای تبدیل کرد که بیش از یک بار برنده جایزه نقد شده‌است.